# Головний трибунал Великого князівства Литовського

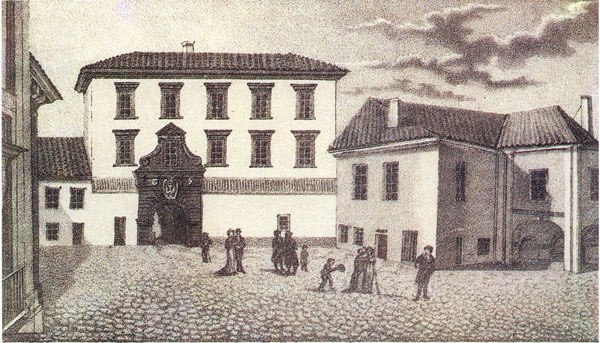
Будівля Трибуналу у Вільнюсі (1835)

Трибунал Великого князівства Литовського був найвищим апеляційним судом для шляхти Великого князівства Литовського. Заснований Стефаном Баторієм, Великим Князем Литовським та Королем Польщі, у 1581 році за прикладом Коронного трибуналу Корони Королівства Польського, заснованого у 1578 році. Судді обиралися серед місцевої шляхти, сприяючи шляхетський Золотій вольності. Трибунал припинив своє існування після Третього поділу Речі Посполитої.

## Заснування Трибуналу
Після юридичних реформ 1563–64 років литовські шляхтичі отримали право апелювати до Великого Князя. Однак за короткий час суд Великого Князя став перевантажений справами; стала очевидною необхідність реформ. Самі шляхтичі вимагали «верховного суду». Трибунал був офіційно заснований 1 березня 1581 року; його перше засідання відбулося 30 квітня 1582 року. В результаті реформа встановила розподіл державної влади: Великий князь був виконавчою владою, сейм законодавчою, а Трибунал та суди нижчих інстанцій — судовою.

## Судові провадження
У статуті Трибуналу було 20 параграфів, що регулювали його діяльність. Неоплачувані судді обиралися на зборах місцевої шляхти (депутатських сеймиках) на однорічний термін приблизно 2 лютого. Спершу суддя міг бути повторно обраний на посаду лише за два роки, але у 1611 році цей термін був збільшений до чотирьох років. Юридична освіта чи спеціальні знання не вимагалися. Кожне воєводство та повіт надсилали по дві людини із загальної кількості у 42–49 суддів. Рішення приймалися простою більшістю. Члени трибуналу обирали собі очільника — маршалка. Юрисдикція Трибуналу поширювалася на шляхту Великого князівства Литовського (Жемайтійське князівство, яке мало привілей на свій власний трибунал, у 1588 році вирішило приєднатися до Трибуналу Великого князівства Литовського). Він не міг виносити рішення у справах, що стосувалися селян, міщан, духовенства та євреїв. Трибунал розглядав цивільні та кримінальні справи. Згодом його компетенція була поширена на військові та митні апеляції, а також справи щодо несправедливих рішень судів нижчих рівнів.
Трибунал зустрічався чотири, а згодом двічі на рік у Вільнюсі, на Кафедральній площі, але згодом місце зборів чергувалося між Мінськом та Новогрудком. Змінюваність місця ускладнювала роботу суду, оскільки персонал, документи та архіви мусили часто переїжджати. Сесії тривали зазвичай біля п'яти місяців.
Трибунал мав значний авторитет у шляхти ВКЛ. На його засіданнях головували визнані правознавці (зокрема, великий канцлер литовський Лев Іванович Сапіга: 1604, 1624, 1630).

Але Трибунал не мав органу, який би домагався виконання його рішень. Він делегував це завдання судам нижчої інстанції. У результаті, попри штрафи та інші покарання за невиконання його рішень, Трибунал мав невелику реальну владу і шляхтичі з часом ігнорували його все більше.